# Cal Fam (Bell-lloc d'Urgell)
Cal Fam és una casa de Bell-lloc d'Urgell a la comarca del Pla d'Urgell. És un monument protegit com a bé cultural d'interès local.

## Descripció
Casa familiar de grans proporcions que destaca per la composició simètrica de la façana, dels materials i de la disposició d'alguns elements decoratius, sota la llosa del balcó. Tot plegat dona al conjunt un aspecte ordenat i clar. La façana és arrebossada i resta emmarcada per un sòcol uns laterals de pedra. Així mateix, totes les obertures, segueixen aquest mateix esquema en presentar-se perfilades per blocs de pedra que, com en el cas del sòcol i els laterals, sobresurten en relleu del pla de façana. La balconada principal del 1r pis resta emmarcada per una llinda amb emblema heràldic i el nom de MIQUEL ARNAU 1788. La llosa del balcó duu motius decoratius en acusat relleu, que representen rostres extravagants envoltats de vegetació, disposats d'una manera simètrica.